# Chaetoseris hirsuta
Chaetoseris hirsuta là một loài thực vật có hoa trong họ Cúc. Loài này được (Franch.) C.Shih mô tả khoa học đầu tiên năm 1997.